# Manovella

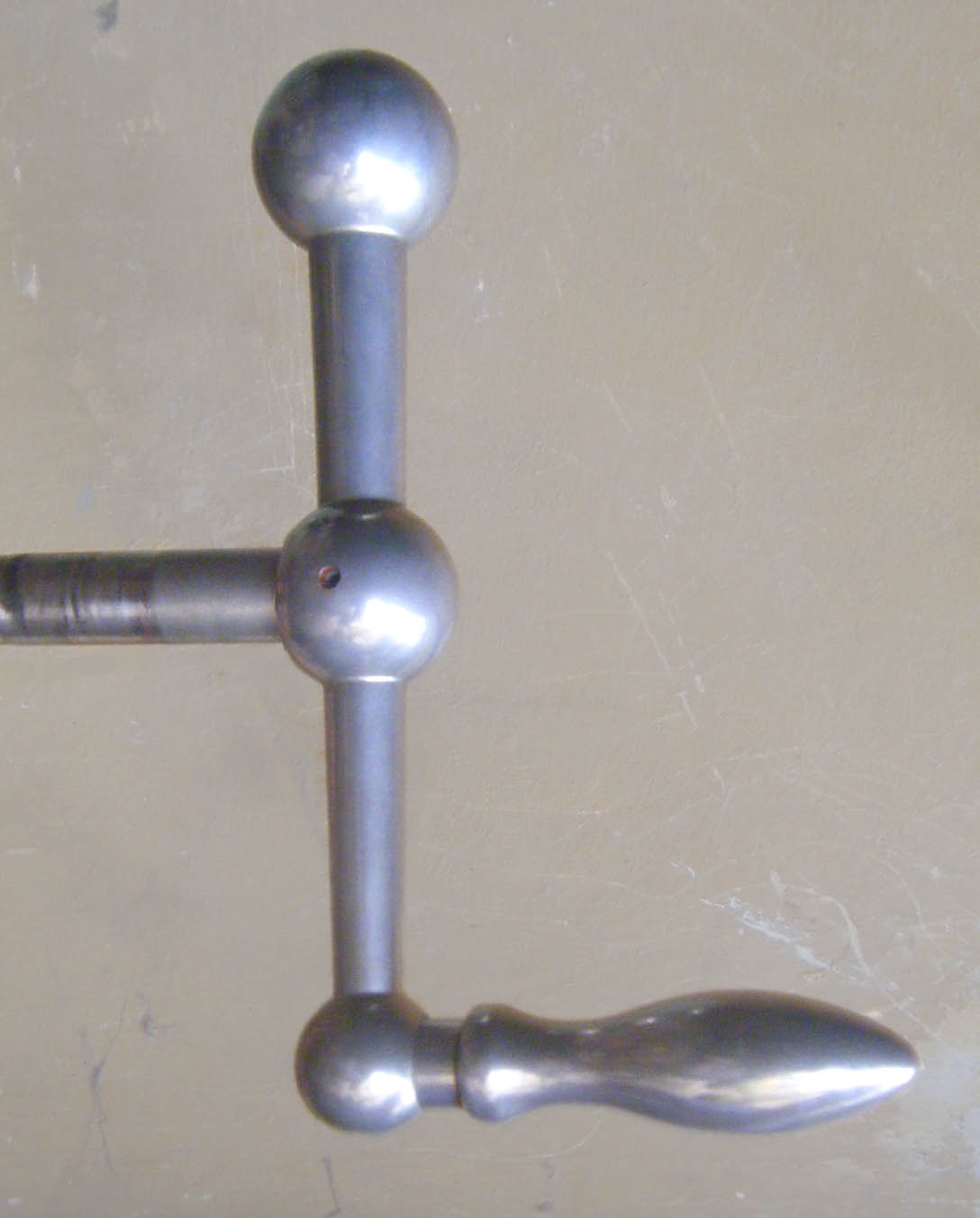
Manovella del tipo con contrappeso atto a facilitarne una rotazione più regolare e veloce

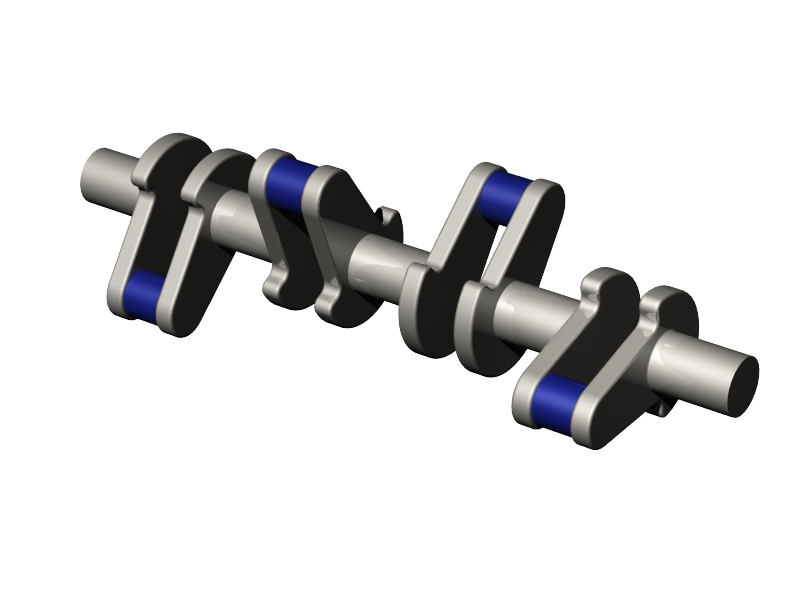
Albero a gomiti.

La manovella è un elemento, o membro, di un meccanismo al quale la geometria del sistema consente una rotazione completa attorno ad un centro fissato al telaio o ad un elemento fisso.
La manovella può anche indicare un dispositivo meccanico azionabile a mano od a motore, detto anche manetta, che permette la rotazione di un perno, sfruttando il principio della leva (di secondo genere). Le prime menzioni di manovella si hanno nell'anno 830.

## Utilizzo
Le sue applicazioni sono molteplici: il tipo azionabile a mano è usato per far girare un elemento meccanico la cui resistenza ne impedirebbe la semplice rotazione manuale, ad esempio nel caso dei cric per il sollevamento di grossi pesi, nelle macchine utensili per il movimento di alcune parti mobili (ad esempio i carrelli dei torni) o per la carica di molle a forte tensione.

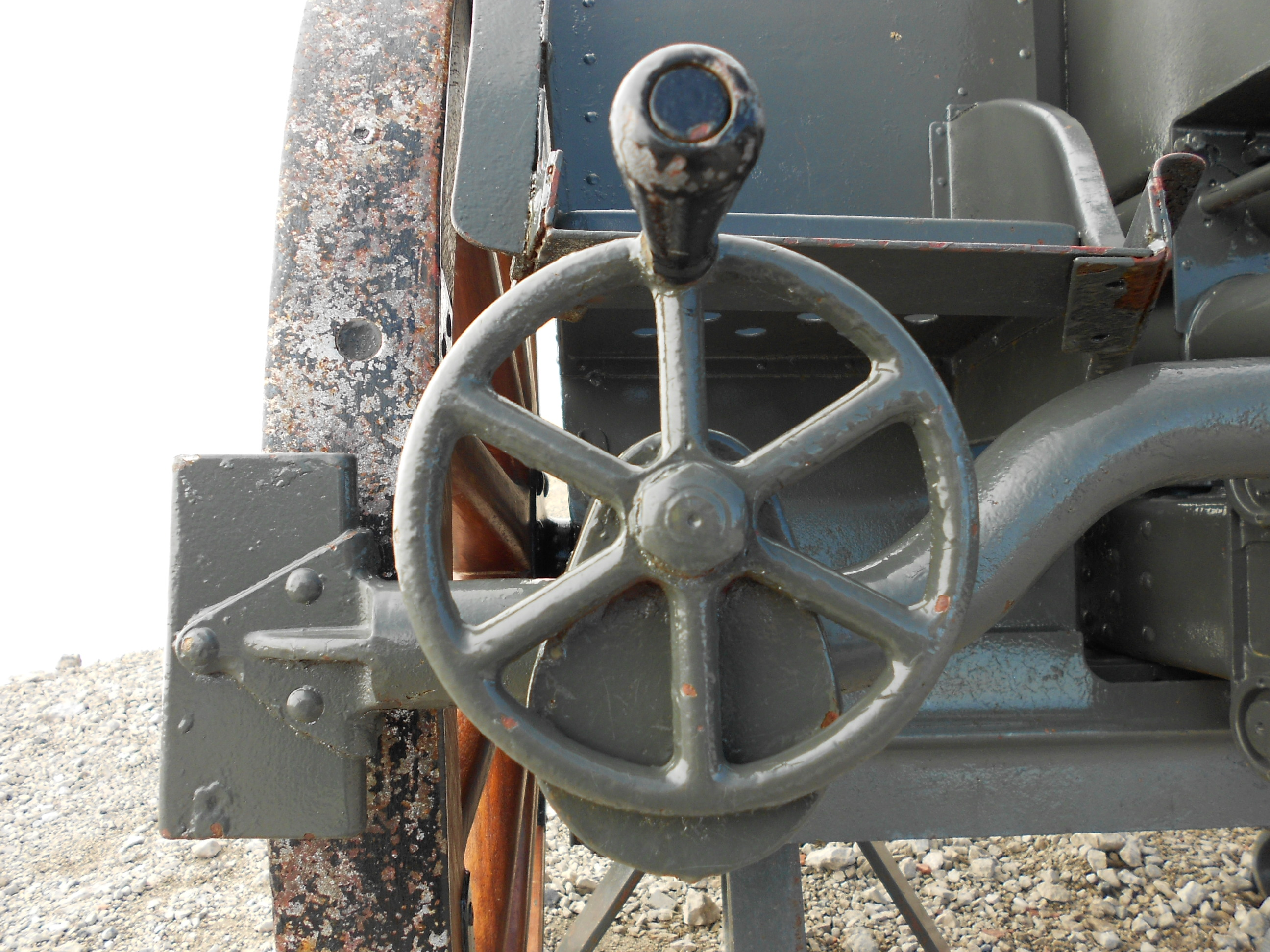
una manovella manuale (di un cannone del primo '900)

## Nei vari campi

### Meccanica
Nel caso di motore azionato da una forza artificiale la manovella è un elemento di un meccanismo (solitamente biella-manovella) del quale la geometria del sistema consente una rotazione completa attorno ad un centro fissato.
Spesso il meccanismo permette di trasformare il moto alternativo di un pistone nel moto rotatorio. Se è singola viene detta manovella di estremità, se vi è più di un pistone, e quindi più manovelle, queste sono allineate sull'albero per formare un albero a gomiti.
La sua presenza è fondamentale per la riuscita della trasformazione del moto. Per il suo dimensionamento, nel caso di un albero a gomiti, è sufficiente considerare la manovella che sta più vicina al volano come se fosse manovella d'estremità (il momento torcente è massimo) così da poter utilizzare tale dimensione per tutte le altre (ciò va tutto a vantaggio della sicurezza e della simmetria dell'albero stesso).
La manovella è costituita dai seguenti elementi:
- perno o bottone: estremo che collega la manovella all'elemento cinematico successivo;
- braccio o mascheretta: asse che collega l'asse di rotazione al perno.

Dipendentemente dalla sua posizione angolare, la manovella viene sollecitata dalla biella in diversi modi: può essere sollecitata a carico di punta (compressione che tende a schiacciarla), a trazione (che tende ad allungarla), a momento flettente (che tende a farla piegare per effetto della distanza della biella dall'asse neutro) ed a taglio (che tende a tagliarla perpendicolarmente al suo asse).

### Musica
In musica vi sono alcuni strumenti musicali che funzionano a manovella manuale tipo la ghironda.